# Firaxis Games
Firaxis Games är en amerikansk datorspelsutvecklare, grundat år 1996 av Jeff Briggs, Sid Meier och Brian Reynolds efter att de lämnat MicroProse.. Företaget ligger i kommunen Sparks i Maryland och fokuserar mest på strategidatorspel. Firaxis är sedan november 2005 en del av Take-Two Interactive.

## Utvecklade spel
| Speltitel                                     | Datum | Format                                                               |
| --------------------------------------------- | ----- | -------------------------------------------------------------------- |
| Sid Meier's Gettysburg                        | 1997  | Microsoft Windows                                                    |
| Sid Meier's Antietam!                         | 1998  | Microsoft Windows                                                    |
| Sid Meier's Alpha Centauri                    | 1999  | Linux, Mac OS Classic, Microsoft Windows                             |
| Sid Meier's Alien Crossfire                   | 1999  | Linux, Mac OS Classic, Microsoft Windows                             |
| Sid Meier's Civilization III                  | 2001  | Microsoft Windows, Mac OS Classic                                    |
| Sid Meier's Civilization III: Play the World  | 2002  | Microsoft Windows, Mac OS Classic                                    |
| Sid Meier's SimGolf                           | 2002  | Microsoft Windows                                                    |
| Sid Meier's Civilization III: Conquests       | 2003  | Microsoft Windows, Mac OS Classic                                    |
| Sid Meier's Pirates!                          | 2004  | Microsoft Windows, Xbox, Xbox 360, Playstation Portable, Mac OS, Wii |
| Sid Meier's Civilization IV                   | 2005  | Microsoft Windows, Mac OS                                            |
| Sid Meier's Civilization IV: Warlords         | 2006  | Microsoft Windows, Mac OS                                            |
| Sid Meier's Railroads!                        | 2006  | Microsoft Windows                                                    |
| Sid Meier's Civilization IV: Beyond the Sword | 2007  | Microsoft Windows, Mac OS                                            |
| Civilization Revolution                       | 2008  | Playstation 3, Xbox 360, Nintendo DS, iOS                            |
| Sid Meier's Civilization IV: Colonization     | 2008  | Microsoft Windows, Mac OS                                            |
| Sid Meier's Civilization V                    | 2010  | Microsoft Windows, Mac OS                                            |
| Civilization: World                           | 2011  | Facebook                                                             |
| XCOM: Enemy Unknown                           | 2012  | Windows, macOS, Linux, PlayStation 3, Xbox 360, Switch, IOS, Android |
| Haunted Hollow                                | 2013  | iOS                                                                  |
| Sid Meier's Ace Patrol                        | 2013  | Windows, iOS                                                         |
| Sid Meier's Ace Patrol: Pacific Skies         | 2013  | Windows, iOS                                                         |
| Civilization: Revolution 2                    | 2014  | Android, iOS, Playstation Vita                                       |
| Civilization: Beyond Earth                    | 2014  | Microsoft Windows, Mac OS, Linux                                     |
| Sid Meier's Starships                         | 2015  | Microsoft Windows, Mac OS, iOS                                       |
| XCOM 2                                        | 2016  | Windows, macOS, Linux, PlayStation 4, Xbox One, Switch, IOS, Android |
| Sid Meier's Civilization VI                   | 2016  | Microsoft Windows, Mac OS X, Linux                                   |
| XCOM: Chimera Squad                           | 2020  | Microsoft Windows                                                    |
| Marvel's Midnight Suns                        | 2022  | Microsoft Windows                                                    |
| Sid Meier's Civilization VII                  | 2025  | Microsoft Windows                                                    |